# Ergatikés Katikíes (Koufália, Thessalonique)
Ergatikés Katikíes (grec moderne : Εργατικές Κατοικίες) est une localité située dans le dème de Chalkidóna, dans le district régional de Thessalonique, dans la periphérie de Macédoine-Centrale, en Grèce.
Selon le recensement de 2011, elle compte 289 habitants.